# بيضاء جبلية
سلالة بيضاء جبلية أو تملالت 
هي سلالة من الغنم تتميز بمواصفات بنيوية تجعلها قادرة على التكيف مع أصعب الظروف المناخية كما تتمتع بقدرة عالية على الانتقال والترحال حتى في الأماكن الجرداء كما أنها تمثل مصدر رزق أساسي للعديد من الأهالي التي تستقر في جبال الأطلس الكبير. تشتهر سلالة البيضاء الجبلية بكثرة جزتها وهذا ما يجعلها من بين أهم السلالات الرئيسية في مجال الصوف بالمغرب.

## الأصل
يعرف هذا النوع بسلالة غنم الأطلس الكبير وكانت يطلق عليها اسم تاملاليت وهو اسم أمازيغي يعني اللون الأبيض. بعد الإعتراف بهذا الأصل من االسلالات كسلالة أصلية منتقاة كانت تسمى سلالة الغنم الأبيض.

## أعداد والموطن
يتمركز مهد السلالة أساسًا في منطقة ورزازات، وتازناخت وتتوفر الجمعية وطنية لمربي غنم وماعز في المغرب حاليًا على شبكة من 150 كساب محسن لسلالة البيضاء الجبلية تستغل 30.097 نعجة منتقاة.